# Александровка (Сорокинський район)
Алекса́ндровка (рос. Александровка) — село у складі Сорокинського району Тюменської області, Росія.
Населення — 549 осіб (2010, 608 у 2002).
Національний склад станом на 2002 рік:
- росіяни — 84 %